# 名鉄モ800形電車 (2代)
名鉄モ800形電車（めいてつモ800がたでんしゃ）は、かつて名古屋鉄道（名鉄）に在籍した軌道線用電車（路面電車）である。部分低床構造の超低床電車で、車両中央部分が低床構造であるという特徴を持つ。
美濃町線・田神線用に3両が投入され、2000年（平成12年）7月より運行を開始した。2005年（平成17年）3月末をもって路線が廃止されたため、3両のうち1両は豊橋鉄道に譲渡された。残りの2両は福井鉄道へ譲渡されて福井鉄道モ800形電車となった後、豊橋鉄道に再譲渡され、現在は3両とも豊橋鉄道モ800形電車（2代）として使用されている。本項では名鉄時代とあわせて移籍後の状況も記述する。

## 概要
2005年3月限りで全線廃止された名鉄岐阜線（岐阜600V線区）において廃止時まで在籍していた9形式41両の車両のうち、竣工から最も日が浅かったのが本形式モ800形である。モ801・モ802・モ803の3両が製造され、3両とも2000年6月末に竣工、7月19日より営業運転を開始した。名鉄では初めてとなる超低床電車であり、床面の一部を路面電車停留場とほぼ同じ高さまで下げている（部分低床車）。
名鉄岐阜線の廃線に伴い、3両とも名鉄では廃車扱いとなった。3両のうち、モ801は豊橋鉄道へ転出し、2005年8月2日から東田本線（市内線）での営業を開始した。残るモ802・モ803の2両は福井鉄道へ転出し、翌2006年（平成18年）4月1日より福武線で本格営業運転を再開したが、ラッシュ時間帯の収容力不足などの問題から2018年（平成30年）にまでに運用を離脱した。
福井鉄道に譲渡された2両は、翌2019年（平成31年）3月に豊橋鉄道市内線の車両基地へと搬入され、3両全車が豊橋鉄道に集約された。いずれも転出後は福井鉄道時代を含め、形式名は「モ800形」のままで番号も変更されていない。

## 導入までの経緯
本形式が投入された名鉄美濃町線は、岐阜県の岐阜市と関市・美濃市を結んでいた路線である。ただし投入前年の1999年（平成11年）に関市から美濃市内までの区間が廃止されており、導入時点では関駅が終点であった。反対に路線の起点は岐阜市内の徹明町駅とされていたが、大部分の列車が田神線経由で各務原線の新岐阜駅（2005年名鉄岐阜駅へ改称）へ乗り入れており、新岐阜駅と関方面を結ぶ系統が主流となっていた。
美濃町線・田神線は道路上を走る併用軌道区間も存在する路面電車線で、架線電圧は直流600ボルトを採用していた。一方で鉄道線の各務原線の架線電圧は直流1,500ボルトであり、新岐阜駅へと乗り入れる車両は双方の電圧に対応する複電圧車に限定された。本形式投入以前の段階では、直通運転開始に伴って1970年（昭和45年）に導入されたモ600形と、1980年（昭和55年）に導入された連接車のモ880形が新岐阜・関方面間の直通列車に充当されていた。しかしながら先に投入されたモ600形は、床面の高さがレール上面より1.0メートルという高床式車両で、乗客の乗り降りに難がある上に、冷房化が困難であった。美濃町線用車両全体の冷房化が進む中で、名鉄ではモ600形を冷房化・バリアフリー化を求める現代社会にはそぐわない車両であると判断し、代替車両の本形式を投入することとなった。
本形式の開発当時、名鉄以外の路面電車事業者を見ると、熊本市交通局9700形（1997年導入）や広島電鉄5000形（1999年導入）といった車両が新造され、100%低床構造の超低床電車が普及しつつあった。この趨勢に鑑み名鉄では新造車のコンセプトを「これからの時代にふさわしい低床車両」としたが、車両の長さを14メートル級と想定し、既存の車両と保守面で互換性を持たせることを設計の条件としたため、長編成で特殊な台車や駆動装置を持つ熊本や広島で導入されたような車両の採用は不可能であった。このような条件を満たすべく、本形式は在来車と同じ構造の台車・駆動装置を使用するボギー車ながら、台車間の車両中央部を低床構造とする部分低床車とされた。車両メーカーは日本車輌製造。先行する超低床電車2形式は日本国外で製造された主要機器ないし車両全体を輸入しており国外の技術によるものであったが、本形式は部分低床車ではあるが日本初の国産超低床電車である。
導入数は3両（801・802・803）で、2000年（平成12年）6月30日付でそろって竣工した。新造費用は総額5億1000万円。美濃町線ではモ880形以来、岐阜市内線を含む岐阜地区の軌道線では1997年（平成9年）から翌年にかけて導入された市内線・揖斐線直通用のモ780形に続く新造車である。

## 構造
本形式は、全鋼製車体を持つ二軸ボギー車である。最大寸法は、長さ14.78メートル、幅2.22メートル、車体高さ3.32メートル、パンタグラフ折りたたみ高さ3.88メートル。車両重量は18.9トン。

### 車体外観

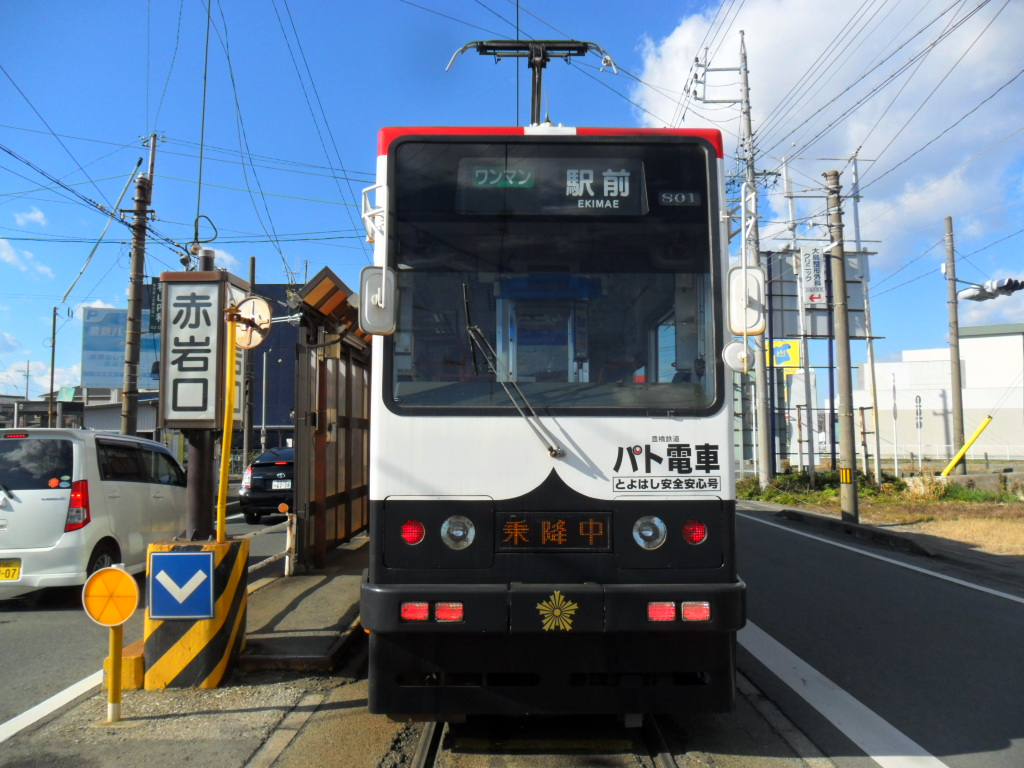
車体正面（2015年・豊橋鉄道）

車体の構体は一般構造用圧延鋼材を主にプレス鋼板を使用した軽量構造で、屋根や床板、腐食防止が必要な戸袋部などはステンレス鋼板も用いる。車体長は車端のバンパー部分を除くと14.5メートルになる。両先頭部は半径25メートルの急カーブを通過するため長さ2.0メートルにわたって絞り込んであり、車体正面の幅は1.66メートルと最大幅より左右28センチメートルずつ狭くなっている。
前面窓は1枚の大型曲面防曇ガラスを使用し、窓上に方向幕（行先・種別表示器）を組み込む。前面窓両脇の側面絞り込み部分のうち運転席部分には運転視界確保のため別に固定窓と下降窓（落とし窓）の2枚の窓を取り付ける。さらに後方確認のための手動折りたたみ式バックミラーも設ける。
照明類は窓下で、シールドビームによる前照灯とLEDによる尾灯を左右1組ずつ設置。尾灯はオレンジ色に発光する続行灯も兼ねる。これらに挟まれた中央部に「乗降中」の文字を表示する点滅表示器を配する。下には車体より14センチメートル突き出たバンパーがあり、ここに赤色または黄色に発光する制動灯兼車幅灯を組み込む。バンパー下には側面にも回り込む大型の排障器がある。その側面部分にあるのは床下車幅灯で、運転台の方向指示スイッチを操作することでウインカーとしても使用できる。

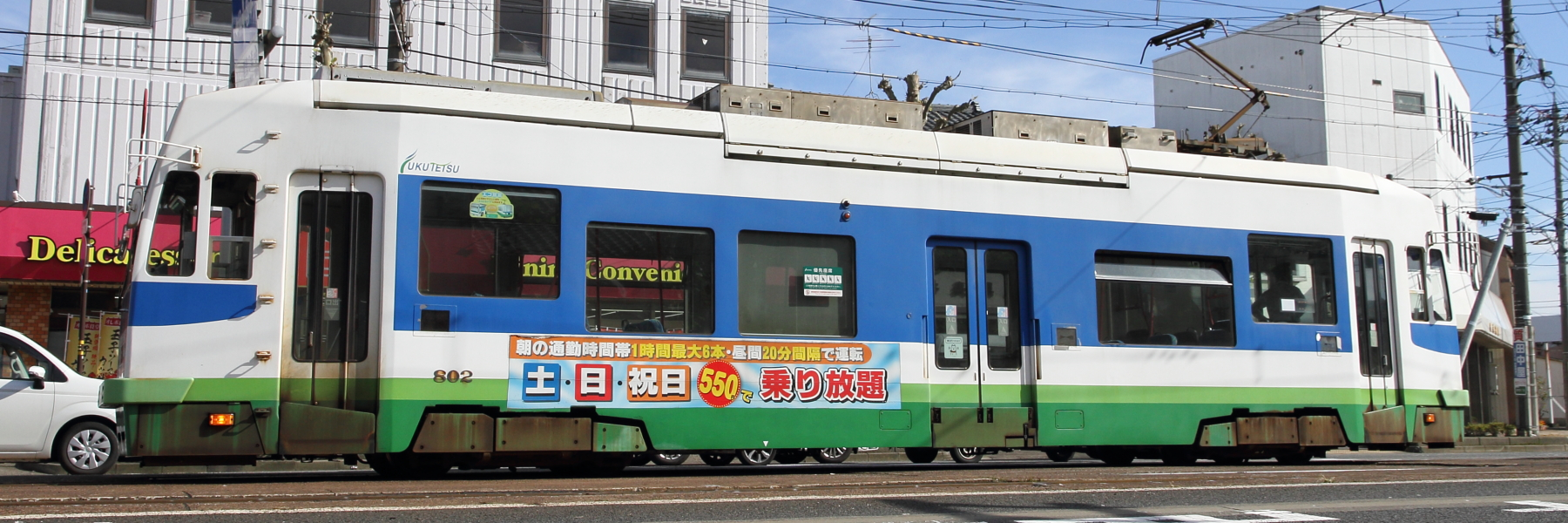
車体側面（2015年・福井鉄道）

ドアは片側3か所ずつ計6か所配置されている。設置場所は車端絞り込み部分の内側（4か所）と車体中央部（2か所）。車端部分のドアは左右対称の配置であるが、中央部のドアはワンマン運転時の乗客の流れを円滑にする目的で車体中心からそれぞれ43.5センチメートルずつ前後にずれた点対称の配置とされており、進行方向左手では後寄り、右手では前寄りになる。前後のドアは幅75センチメートルで3枚折戸を、中央ドアは幅120センチメートルで両開き引き戸をそれぞれ採用する。ワンマン運転に際しては「中乗り前降り」方式を採用していることから、中央のドアが乗車用、前後の運転台側のドアが降車用である。先頭部の形状から、ドアを全開にした場合後部ドアが運転席バックミラーの死角に入るため、前後のドアは乗降客を感知してブザーを鳴らす赤外線センサを持つ。
側面窓もドアと同様に点対称の配置であり、進行方向左手の場合、前側のドア間に3枚、後ろ側のドア間に2枚の窓を配する（右手では前後逆）。側面窓は合わせガラスを用いたユニット窓で、基本的に幅120センチメートル・高さ95センチメートルのサイズだが、中央ドア右手の1枚は幅が178センチメートルと大きい。この窓のみ上部を内側に倒す形で開閉が可能である。
名鉄時代の車体塗装は、基調色が白（ライトグレー）、窓回りがダークグリーン、車体裾がライトグリーンであり、名鉄のイメージカラー赤色（名鉄スカーレット）は採用されなかった。新型の低床車両ということで斬新で清潔なヨーロッパ風の塗装とし、さわやかなイメージとして人と地球に優しい交通機関であることを表現している。

### 部分低床構造と内装
| 車内全体およびクロスシート部分。中央部に向かって床が低くなっている（2018年・豊橋鉄道） |  | 車内全体およびクロスシート部分。中央部に向かって床が低くなっている（2018年・豊橋鉄道） |
| 車内全体およびクロスシート部分。中央部に向かって床が低くなっている（2018年・豊橋鉄道） |  |                                                                                        |

本形式は部分低床構造の車内が特徴である。高床部分は台車上から車端まで、すなわち車両両端の各3.09メートルのうち運転台以外の部分であり、レール上面からの高さは72.0センチメートル。一方低床部分は車両中央部、車体中心から前後各1.16メートルの範囲で、レール上面からの高さは42.0センチメートルとなっている。高床部分と低床部分は階段ではなく10パーセントの勾配のスロープで繋がれる。この10パーセントの勾配は他の電車のスロープにも採用されており、電車車内に10パーセントのスロープを設置して急ブレーキ時の立席客の安全性などを検証した結果問題点がなかったことから本形式でも採用された。
中央の乗車用ドア部分は20パーセントのスロープによってさらに床面が下げられており、ドアと連動して展開されるドア外のステップはレール上面から38.0センチメートルの高さとなっている。この結果、ドアステップと停留場のホームとの段差は7.5センチメートルに抑えられている。さらに、付属する引き出し式補助板を用いることでこの段差を完全に埋めることもでき、車椅子利用者の乗降に対応する。このように乗車口の段差を解消することで乗車時間の短縮を図っている。前後の降車ドアは、同様にドア外ステップがあり、レール上面高さ32.0センチメートルの最下段と高床部分の間には高さ20.0センチメートルの段差が2段残る。段差が残るのは、ワンマン運転時に運転手が運賃の収受などを行うことから低床化にかかわらず迅速な降車は望めないとの判断からである。またドア開閉を知らせるドアチャイムの装備もある。
| 低床部のロングシート。左は通常座席、中央は折りたたみ座席。豊橋鉄道では撤去されているが、ドア脇のスペースには名鉄・福鉄では整理券発行器（右）がある。 |  | 低床部のロングシート。左は通常座席、中央は折りたたみ座席。豊橋鉄道では撤去されているが、ドア脇のスペースには名鉄・福鉄では整理券発行器（右）がある。 |  | 低床部のロングシート。左は通常座席、中央は折りたたみ座席。豊橋鉄道では撤去されているが、ドア脇のスペースには名鉄・福鉄では整理券発行器（右）がある。 |
| 低床部のロングシート。左は通常座席、中央は折りたたみ座席。豊橋鉄道では撤去されているが、ドア脇のスペースには名鉄・福鉄では整理券発行器（右）がある。 |  | |  | |

車内にスロープがありロングシートは適当でないことから座席はクロスシートが基本である。クロスシートはドア間に5列ずつあり、通路を挟んで2人掛け座席と1人掛け座席が並ぶが、両運転台寄りの各2列は両側に1人掛け座席が並ぶ。座席は両運転台寄りの各2列はそれぞれの運転台方向を、その他はそれぞれ車体中心方向を向く。中央部、乗車用ドアの向い側のみロングシートが配置されており、2か所のうち片側（パンタグラフ設置側）は車椅子スペースを兼ねるため折りたたみ式の座席となっている。座席定員は30人で、立席をあわせた車両定員は72人である。
天井も床と同様に高低があり、高床部分は床上2.1メートル、低床部分では床上2.2メートルと差がある。天井には中央部に2列の冷房吹き出し、その両側に照明を配置。また乗客の安全のため高床部・低床部にはつり革が、反対にスロープ部分にはスタンションポールが多く取り付けられている。窓のカーテンはフリーストップ式ロールカーテンを採用。荷棚は一部座席上のみに設置されている。
車内は明るい空間とするため、内張りの化粧板にはライトグレー系の明るい色彩を採用。座席の生地は明るい青色を主体に黄色・橙色のペイントタッチ模様が入るものとした。またスタンションポールも視認性の良いローズピンクで塗装されている。

### 主要機器

#### 台車

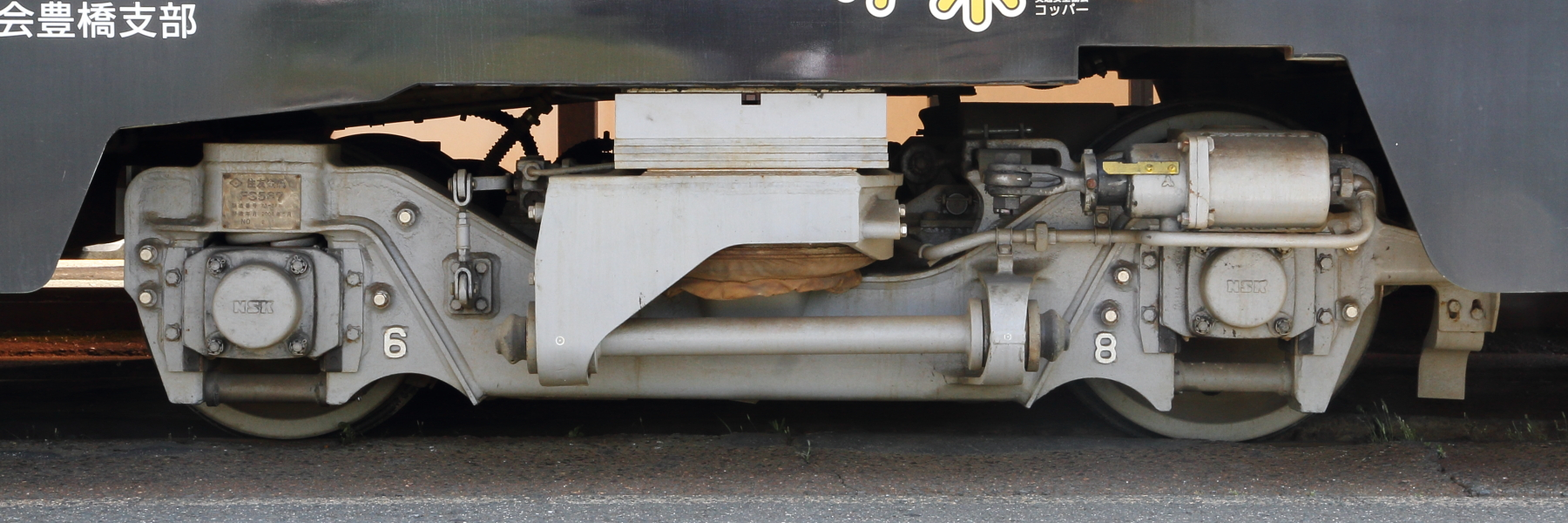
FS-567形台車
右手が動軸。豊橋鉄道におけるR11対応工事施工後のもので側受が高くなり台車カバーが外されている。

台車は、車体重量を心皿と両側側受けの3点で支持する、ボルスタアンカー付きインダイレクトマウント方式のボギー台車を装備する。モ880形以降で採用されている台車が設計のベースとなっており、乗り心地向上を目的とする空気ばね方式の枕ばねが共通するほか、メンテナンスについて互換性を持たせるためペデスタル式軸箱支持装置や1モーター片軸駆動といった要素を引き継いでいる。形式名はFS-567形で、メーカーは住友金属工業。
独特な点は外側の動輪と内側の従軸で車輪の大きさが異なる異径車輪台車であることで、車輪の直径は動輪が610ミリメートル、従輪が530ミリメートルとなっている。内側の従輪を小径としたのは、スロープ部分を車端方向へ寄せて低床部分を可能な限り広くとるため。動輪も床面を極力下げるために在来車両よりも小径である。固定軸距は1,600ミリメートル。台車側面には、走行時周囲に威圧感を与えないため、またブレーキシューから生ずる鉄粉の飛散防止のため台車カバーが取り付けられた。台車カバーは車体と同じ色で塗装されており、車体と一体となるようデザインが工夫されている。

#### 主電動機・制御装置
主電動機・制御装置ともにメーカーは三菱電機である。
主電動機は、MB-5090-A形自己通風式かご形三相誘導電動機を台車1台につき1台、すなわち1両につき2台搭載する。1時間定格の出力は60キロワット、電圧は440ボルト、電流は107アンペア、回転数は1,510rpmである。駆動方式は「WN継手」で動軸を駆動するWN駆動方式を名鉄で初めて採用している。歯車比は5.6（84:15）。
制御方式はVVVFインバータ制御方式であり、1台の制御装置で両方の主電動機を制御する1C2M方式を採用する。VVVFインバーター制御方式の採用は600ボルト線区においてはモ780形に続く2例目。制御装置の形式名はMAP-062-15V91形。IGBT素子による2レベル電圧形PWMインバータであり、美濃町線・田神線の架線電圧600ボルトおよび各務原線の架線電圧1,500ボルトの双方に対応する複電圧仕様や、空転対策の低加速スイッチ、勾配での起動用の勾配起動スイッチを持つなどの特徴がある。複電圧仕様については、電圧による主回路つなぎの変更はなく、ソフトウェアでインバータの制御定数を変更することで出力電圧を同一とし、複電圧に対応する。制御モードの切り替えは電圧切り替え地点（デッドセクション）の通過を検知して自動的に行われる。
設計最高速度は60キロメートル毎時だが、名鉄線での営業最高速度は40キロメートル毎時に留まる。

#### ブレーキ
ブレーキは、運転時の操作性やメンテナンスに配慮して在来車と同様の空気ブレーキを採用。ブレーキシステムはMBS-R形電気指令式電磁直通空気ブレーキを用いる。主電動機による回生ブレーキと併用され、応荷重装置や保安ブレーキも付属する。MBS-R形ブレーキの採用もモ780形と共通する。
台車に設置された空気ブレーキ用の基礎ブレーキ装置は片押し式踏面ブレーキである。台車に2個ずつ、台車枠側梁部分にブレーキシリンダーを取り付け、てこ比により動軸と従軸のブレーキ力を同時に制御する。
基礎ブレーキ装置の構造上、回生ブレーキの効く動軸と空気ブレーキのみの従軸を個別制御できない。従って、本形式では粘着限界までは必要ブレーキ力を動軸の回生ブレーキのみで負担し、それを超える場合には回生ブレーキを絞り、絞った分を空気ブレーキとして動軸・従軸均等に作用させる。

#### その他機器

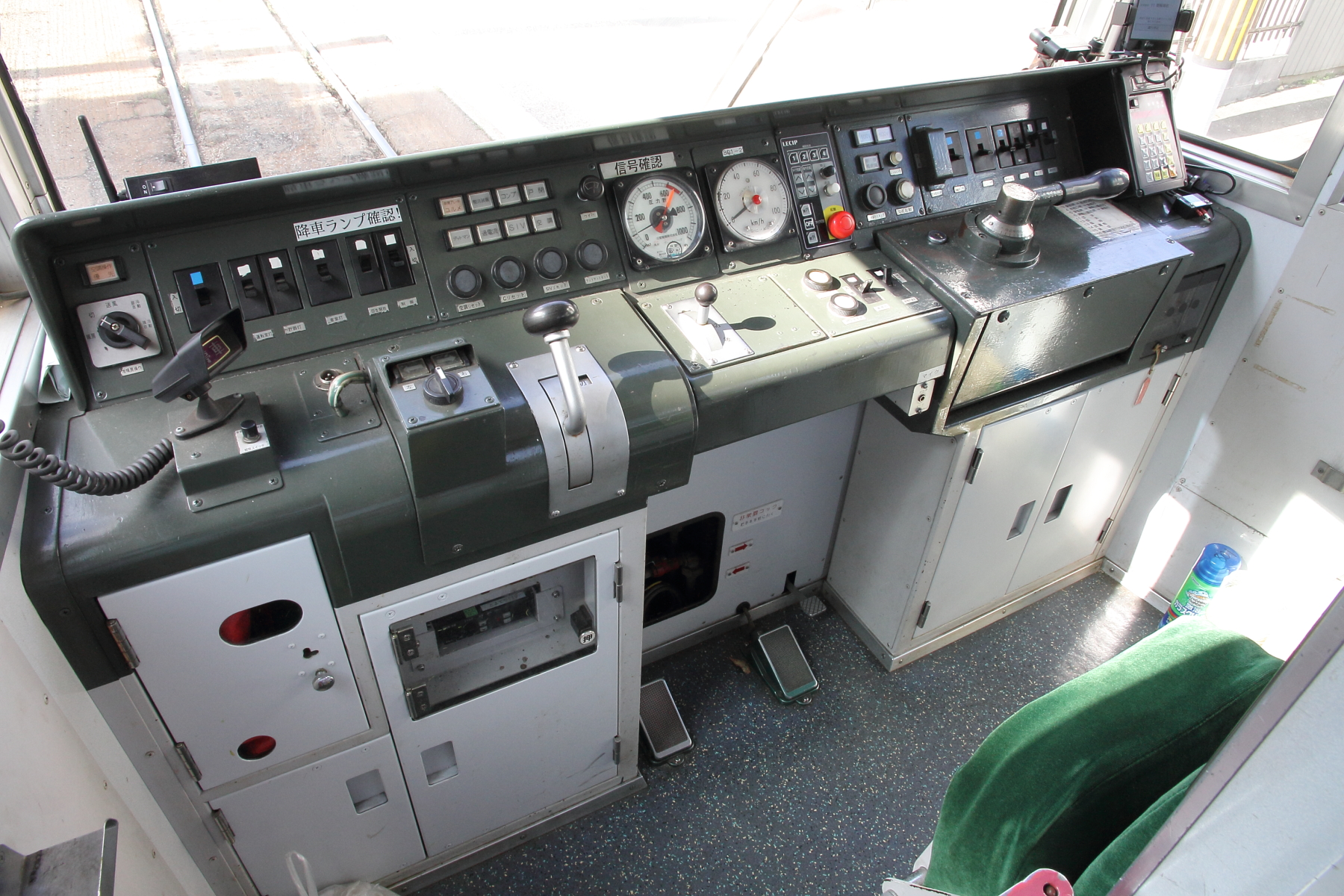
運転台（2018年・豊橋鉄道）

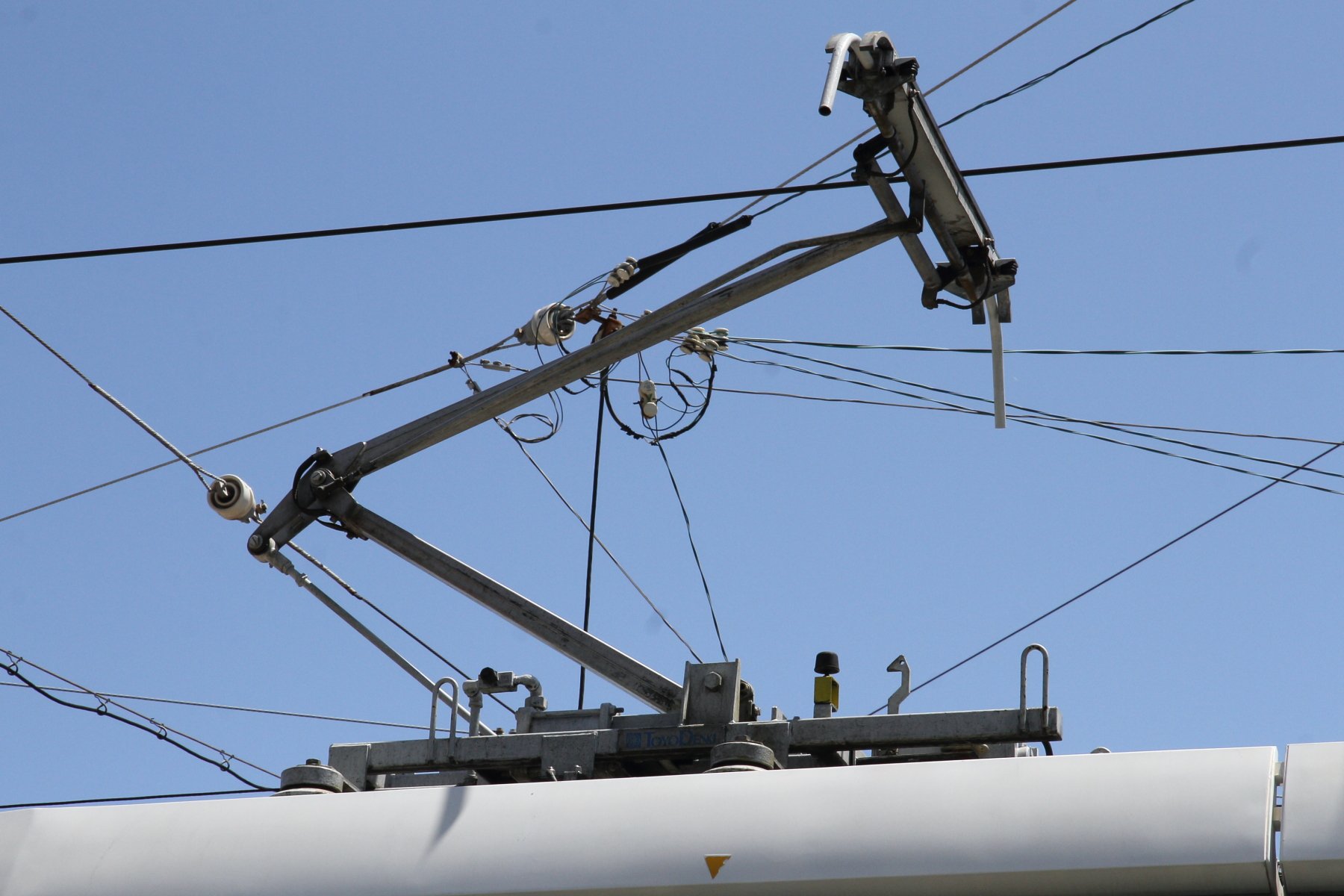
PT7120-A形パンタグラフ

運転台の機器は、本形式に先立って製造されたモ780形を基本的に踏襲しており、左手側にマスター・コントローラー（主幹制御器）、右手側にブレーキ制御器を配置する2ハンドル方式となっている。
ワンマン運転機器として、新造時より両替機付き運賃箱・整理券発行器・運賃表示器・自動放送設備などを備える。これらの機器は運転士の負担軽減のため運転台で集中制御できる。ワンマン運転が前提のため、合図装置（信鈴）や乗務員間インターホンは新造時から装備しない。
冷房は集中式冷房装置を屋根上に1台設置する。形式名はCU771A形で、冷房能力は2万1,000キロカロリー毎時。客室内の冷房吹き出しは2列のラインフロー方式による。在来の直通用複電圧車（モ880形・モ870形）の冷房装置は架線電圧1,500ボルト区間（各務原線内）では作動しないという欠点があったが、本形式では補助電源装置が複電圧仕様のため同区間でも作動する。暖房装置は、客室内クロスシート下に吊り下げ式ヒーター、ロングシートに温風ヒーター、運転室に500ワット電気暖房機をそれぞれ設置する。
補助電源装置は静止形インバータ (SIV) を設置する。形式名はMELSIV-7000形。装置は600ボルト・1,500ボルト双方に対応し、三相交流220ボルト・単相交流100ボルト・直流26.8ボルトの3種類の電気に変換するものであり、冷暖房用や照明機器用、制御装置用などの電源となっている。
集電装置はシングルアーム式パンタグラフを関駅側の屋根上に設置する。形式名はPT7120-A形で、ばね上昇・空気下降式。これもモ780形と同型である。
新造時に設置済みの保安装置として、自動列車停止装置（M式ATS）、列車無線、デッドマン装置がある。

#### 艤装について
本形式は部分低床車であり床下中央部に艤装スペースが少ないことから、機器配置に工夫が多い。
床下配置の設備はブレーキ関連の機器に限られる。スペースのある運転台床下には、関駅側に空気圧縮機、新岐阜駅側にブレーキ作用装置や保安ブレーキ装置がそれぞれ配置されている。スロープ部分床下も活用されており、圧縮機からの空気を溜める空気タンクが細長い形状で造られここに取り付けられている。一方屋根上には、通常床下に配置される制御装置や補助電源装置、接触器などが置かれる。屋根上部分には機器を覆うようにカバーがあり、天井の高低差を目立たなくするデザインになっている。
機器は一部客室内にも分散配置されており、クロスシートの背面デッドスペース4か所を利用してドアコックなどを収める機器箱を置き、中央部ロングシートの座席内にはバッテリーを収納している。

## 名鉄での運用と廃線

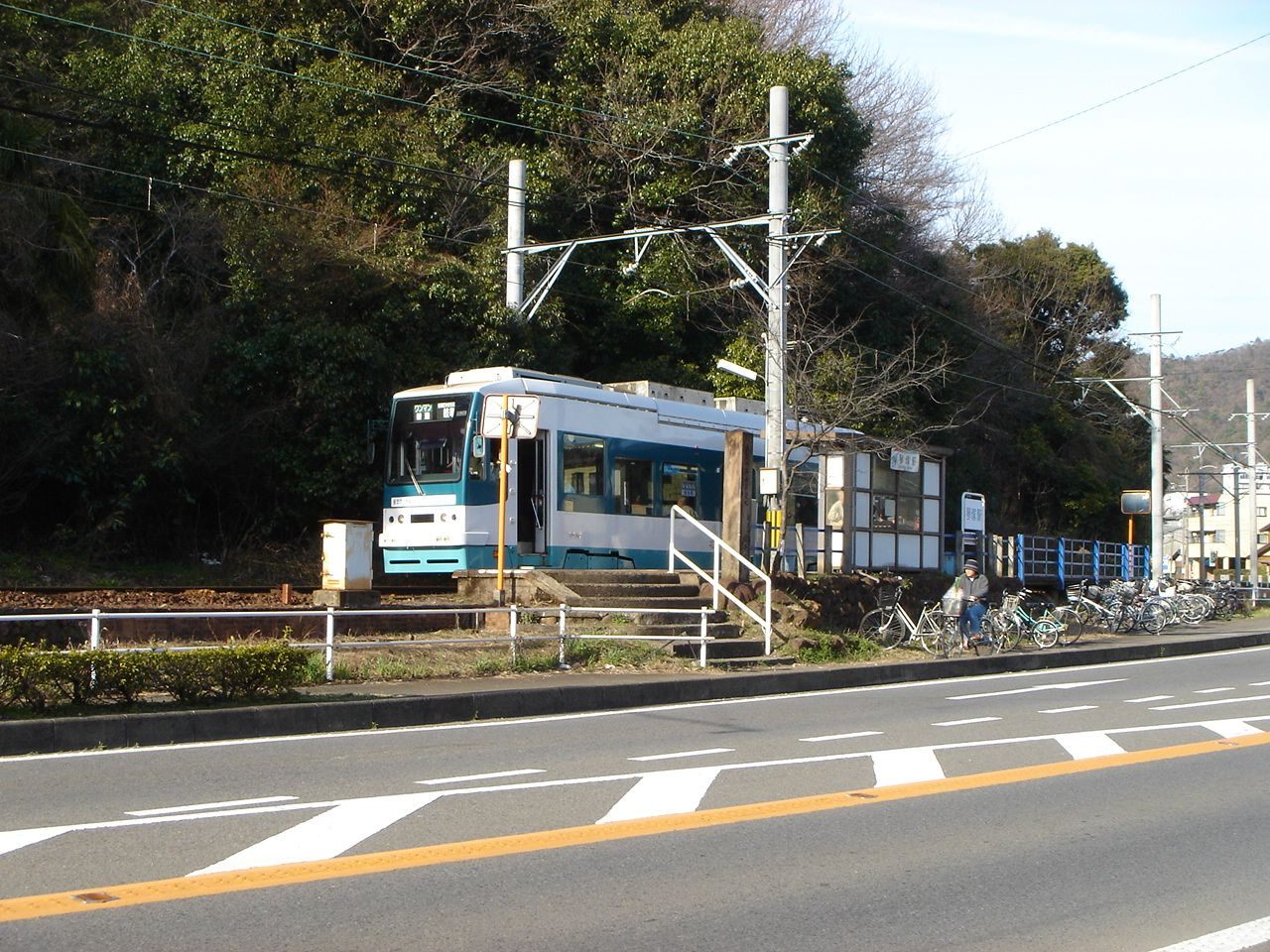
美濃町線琴塚駅に停車中のモ800形

本形式は、2000年（平成12年）7月19日に新岐阜駅と新関駅にて発車記念式が開催され、同日より営業運転を開始した。投入線区は美濃町線・田神線と田神線に接続する各務原線の一部（新岐阜 - 田神間）である。複電圧車であるが、複電圧機能の不要な美濃町線徹明町駅方面に乗り入れることもまれにあった。本形式投入に並行し美濃町線の体質改善も進められ、車両面では連接車モ870形2編成の複電圧改造・冷房化が完了、新岐阜直通ルートの車両は残留するモ600形1両をのぞき冷房化が完成した。
運転開始後、本形式は2000年11月に岐阜県による「GIFUバリアフリー賞」を受賞。次いで翌2001年（平成13年）8月には鉄道友の会の「ローレル賞」を受賞した。ローレル賞受賞は、国外の連接式超低床電車とは異なる設計思想を持つ1両単位のボギー車を、設計上の様々な制約の中で実現した点が評価されたためである。受賞を記念して8月5日に、新岐阜駅などでの記念イベントや記念列車の運行が名鉄および鉄道友の会により開催された。
本形式投入時、美濃町線新岐阜直通ルート（新岐阜 - 新関・関間）の運行は1時間あたり上下各4本であったが、2001年10月1日のダイヤ改正で昼間帯について1時間あたり上下各2本に削減された。さらに翌2002年（平成14年）9月、名鉄は乗客減少が続く美濃町線・田神線および岐阜市内線・揖斐線（4路線をあわせて「岐阜600V線区」などと総称する）からの事業撤退の意を沿線自治体に対して表明するに至る。存続に向けた動きがあったものの2005年（平成17年）3月31日限りで岐阜600V線区はすべて廃止された。
路線の廃線に伴い、最終日の2005年3月31日付で3両そろって廃車された。結果的に、本形式は岐阜600V線区に投入された最後の新造車両となった。

### 福井鉄道への貸し出し
短期間に終わった名鉄在籍中で特記すべきことは、岐阜を離れて福井県の福井鉄道に貸し出されたことである。貸し出されたのは802。2001年10月9日深夜に岐阜を出発し、翌日福井に到着した。
福井鉄道への貸し出しは10月12日から11月4日まで24日間にわたって行われたトランジットモール実験のためである。同実験は福井市の中心市街地に位置するJR福井駅前電車通りにて市の「賑わいの道づくり事業」の一環として実施。期間中には「すまいるトラム」と称し、福武線の福井駅前と福井新駅（現・赤十字前駅）・田原町駅の間においてそれぞれ30分間隔でシャトル電車が運転された。このシャトル電車に、802は福井鉄道に在籍するモ560形562とともに充当された。福井鉄道は当初、802ではなくモ570形575を名鉄から譲り受けて使用する予定であったが、古い車両では社会実験の効果が薄れるとして急遽デビューから1年余りの新車を借り受けて使用した。実験終了後、802は岐阜へ返却された。

## 豊橋鉄道モ800形

### 801号の譲受
名鉄美濃町線の廃止に伴い、本形式3両のうち1両（801）は豊橋鉄道に譲渡された。形式名は「モ800形」のままで、車両番号も801で変更はない。赤岩口車庫への搬入は2005年4月26日。同年7月11日に豊橋鉄道において竣工した。
モ801が移籍した豊橋鉄道の東田本線は、愛知県豊橋市を走る路面電車線である。名鉄の岐阜600V線区の廃線に伴い、801とモ780形7両の計8両が豊橋鉄道へと移り、旧型の在来車を置き換えた。入線に際して赤岩口の自社工場にて改造されたが、内外装の変更点は車内の降車合図ボタンが追加された程度で、塗装は変更されていない。営業運転の開始は2005年8月2日。同日、豊橋市市制施行100周年を記念する「とよはし100祭」の最初のイベントとして、駅前停留場にて801の発車式が開催された。本形式導入により豊橋では低床車両の有用性が知られるようになり、2008年（平成20年）の100%低床構造超低床電車T1000形（愛称「ほっトラム」）の導入に繋がった。
東田本線におけるワンマン運転方式は前側のドアを乗車口、中央のドアを降車口とする「前乗り中降り」方式を採っており、名鉄時代とは逆である。2011年（平成23年）2月11日のICカード乗車券「manaca」運用開始に伴い、ICカード対応運賃箱や旅客案内ディスプレイが車内に設置された。
2011年5月、801は車体に防犯や交通安全を呼びかけるメッセージや愛知県警察のマスコット「コノハけいぶ」が描かれたラッピング電車「安全安心号」となり、11日に駅前停留場にて出発式が開催された。さらに翌2012年（平成24年）4月にはパトロールカーをイメージした白黒の車体塗装の「パト電車」となり、10日に同じく駅前停留場で出発式が開かれた。

### R11対応工事
東田本線のうち、井原より運動公園前へ分岐する支線には、分岐点に半径11メートルの急カーブが存在する。本形式はこのカーブを曲がれなかったため（最小曲線半径は25メートル）、運行は同区間を通過しない駅前 - 井原 - 赤岩口間のみに限定されていた。
2018年（平成30年）になり、モ801に井原電停付近の急カーブを曲がれるように改造する「R11対応工事」が赤岩口車庫にて施工された。具体的には、台車側受けを大きくする、車体の高さをわずかに上げる、台車カバーを外すといった改良工事である。竣工は3月30日付で、入線試験を経て同年4月3日より支線への入線を開始した。この改造は、その後福井鉄道から譲渡されたモ802・モ803の2両にも施工した。これにより、同支線に入線できない車両はT1000形のみとなった。また改造前の同年2月に、モ780形と同様に室内灯がLED照明に変更されている。

### 802・803号の譲受
豊橋鉄道は2018年12月26日、福井鉄道の間で同社に在籍するモ800形802・803の2両について豊橋鉄道へと譲渡する旨の合意が成立したと発表した。この2両は翌2019年（平成31年）3月15日に赤岩口車庫へ搬入され、旧名鉄モ800形が3両とも豊橋鉄道に揃う形となった。
2両のうち、モ802が整備を終えて2019年（令和元年）10月16日より営業運転に投入された。しかし機器の不具合が生じたため赤岩口 - 駅前間1往復の運行を終えるとしばらく運用されず、本格的な営業運転投入は再整備完了後の10月31日となった。同車は車体の広告塗装を同年9月に営業運転を終了したモ3200形3201のものを継承しており、2代目の「ブラックサンダー号」となっている。
残るモ803は、翌2020年（令和2年）3月に本線上での試運転実施ののち、4月11日より営業運転に投入された。車体には当初、NHKの連続テレビ小説「エール」を広報するラッピングが貼り付けられた。これはドラマのモデルの一人古関金子が豊橋市出身であることからNHKや市などが企画したものであり、ドラマの放送期間中運行が続けられた後、12月下旬に豊橋けいりんのPR広告車両となった。また2024年（令和6年）4月24日～7月31日までモンスターハンター20周年・カプコン40周年コラボ企画「豊橋へ 一狩りいこうぜ！」の企画として803号をモンハンデザインのフルラッピング仕様で運行している。

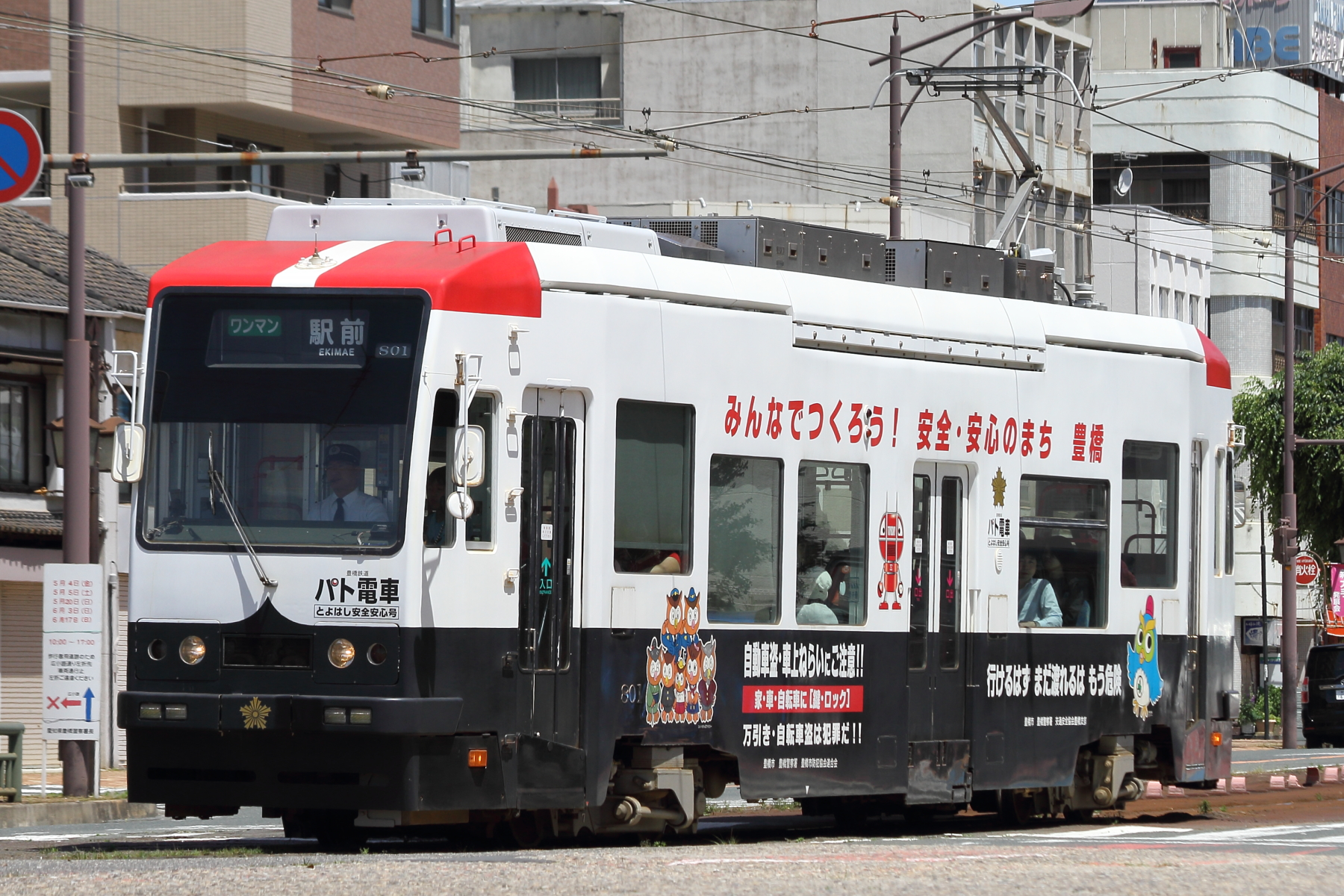
R11対応工事後の801（新川交差点・2018年5月）
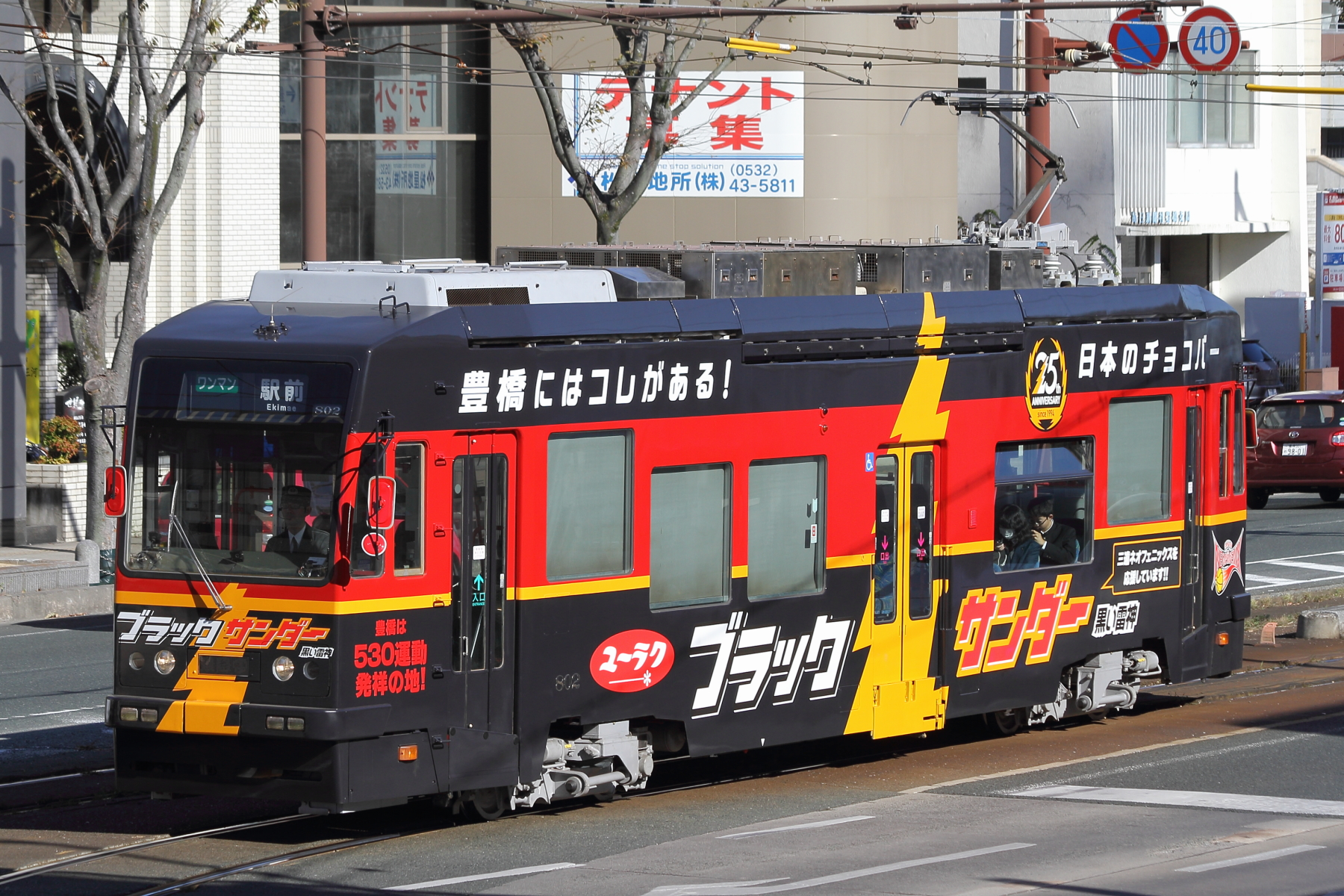
豊橋鉄道に移籍した802（西八町交差点・2019年11月）
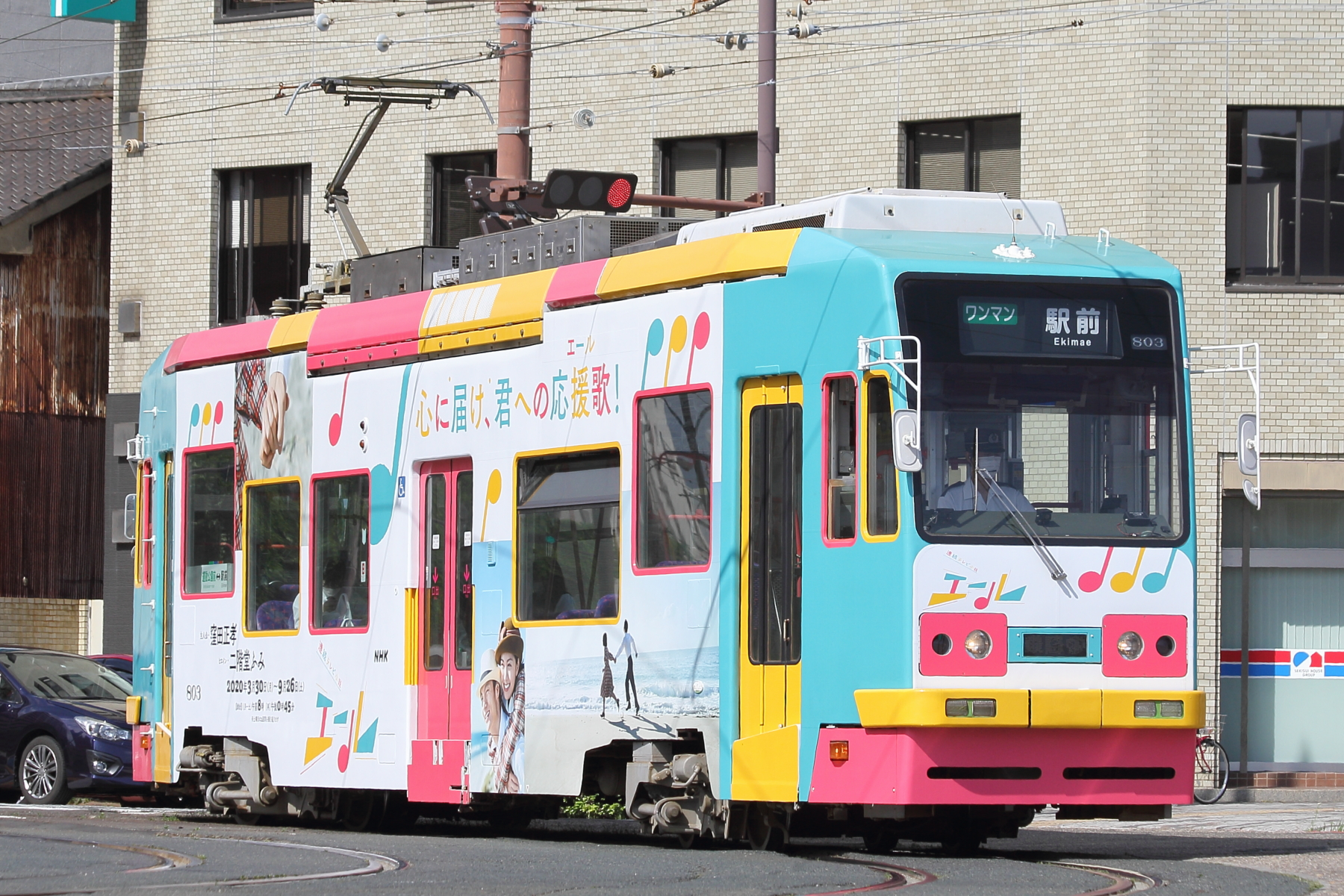
「エール」ラッピングの803（新川交差点・2020年5月）
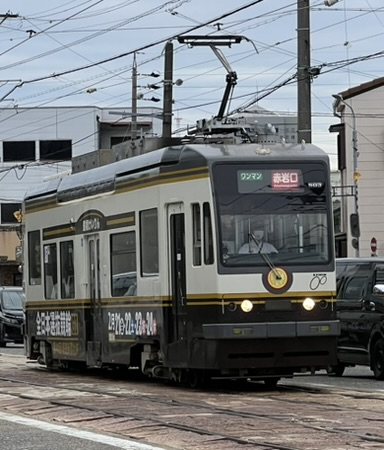
豊橋けいりんラッピングの803（2024年10月・東田～東田坂上）
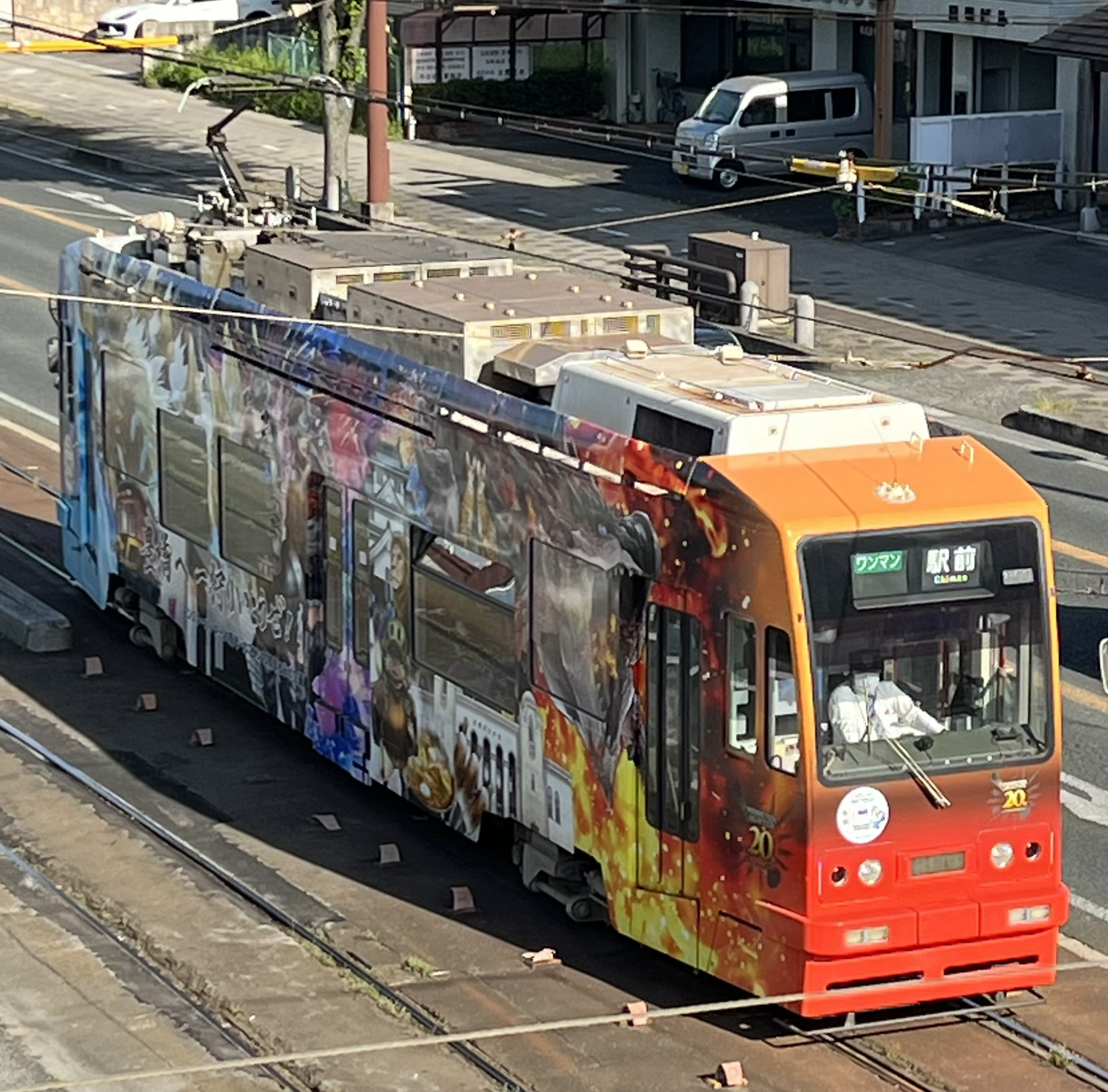
モンスターハンターラッピングの803（2024年5月・西八町交差点）

## 福井鉄道モ800形

### 譲受の経緯
名鉄美濃町線の廃止に伴い、本形式3両のうち2両（802・803）は福井鉄道に譲渡された。形式名は「モ800形」のままで、車両番号も802・803で変更はなく、福井鉄道では801は欠番となっている。2両のうち802は前述の通り2001年に福井鉄道に期間限定で貸し出された。またモ880形とモ770形も名鉄から福井鉄道へと渡った。
福井鉄道への譲渡に先立ち、名鉄岐阜検車区において福井鉄道仕様への改造工事が実施された。改造内容は、塗装変更、方向幕・自動放送の交換、自動列車停止装置（ATS）の交換（M式ATSから福井鉄道仕様へ）、列車無線機の交換、それに電圧転換器の撤去である。車体の塗装は白・青・緑・黄緑の4色からなる新しいもので、それぞれ福井の雪・海・山・野をイメージしている。工事終了後の2005年9月28日、第一陣として西武生駅（現・北府駅）の福井鉄道車両工場に802と770形2両が到着。803は30日に到着した。福井鉄道における竣工は同年10月19日付である。
802・803が移籍した福井鉄道の福武線は、福井県の越前市（旧武生市）・鯖江市・福井市を結ぶ20キロメートル余りの鉄道路線で、福井市内の一部に道路上を走る併用軌道区間があるという特徴を持つ。車両は開業時から鉄道線用の高床車両が主力で、ドアに乗降用のステップを取り付けて併用軌道区間に直通させていた。だが名鉄から低床車両3形式を譲り受けるのを機に鉄道線区間の駅ホームを切り下げ（ホーム高さは88センチメートルから32センチメートルへ）、全線で低床車両を運転することとなった。車両の購入・改造とホームの改修に要する総事業費は約3億8,000万円と見込まれたが、福井鉄道では国・県・沿線自治体から補助金の交付を受けることでこの事業を実施。車両の整備と並行してホームの整備を進めた。

### 福井鉄道での運用
本格運転開始に先立ち、福井鉄道では新型車両を積極的に宣伝するため、2005年10月15日の鉄道の日イベントにおいて803を使用した西武生駅構内の試乗会を実施した。続いて21日から11月3日にかけての国民文化祭（ふくい2005）の期間中に、併用軌道区間のうち福井駅前 - 田原町間のシャトル電車に803を投入し、初めての営業運転を行っている。
ホーム改修竣工後の2006年（平成18年）4月1日より福武線全線における低床車両の営業運転が開始された。当日はまず770形による記念列車が招待客を乗せて武生新駅（現・たけふ新駅）を出発、次いで低床車両による最初の定期列車として802が同駅を出発した。他の車両も同日に順次営業運転へ投入されている。本形式を含む低床車両の運転開始により、旧型の高床車両は順次淘汰された。
福井鉄道における運用の特徴として、収容力が小さいためラッシュ時を避けて使用されていた点が挙げられる。また2016年（平成28年）3月から福井鉄道福武線とえちぜん鉄道三国芦原線の間で相互直通運転が開始されたが、本形式はモ880形と同様直通運転列車には使用されない。ワンマン運転方式は名鉄時代と同じ「中乗り前降り」方式（ただし無人駅に限る）であり、ワンマン設備は名鉄時代のものをそのまま使用している。

### 運用終了
豊橋鉄道と同じく、福井鉄道でも本形式の移籍後に100%低床構造の超低床電車が導入された。F1000形（愛称「FUKURAM」）で、2013年（平成25年）より運転を開始している。同形式は2016年（平成28年）までに4編成揃えられた。
F1000形増備の一方で、収容力の小さい本形式は乗客増加で運用しにくくなったことから、2018年度からの「福井鉄道交通圏地域公共交通網形成計画」実施による補助金減額を機に、経費削減の一環として運用から外すと決定された。本形式の離脱で福井鉄道の車両は17編成から15編成へ削減された。福井鉄道における2両の廃車は2019年（平成31年）3月13日付。運用から外れた本形式2両は、前述のように豊橋鉄道へ譲渡された。